# Wojciech Skupień
Wojciech Skupień (Zakopane, 9 marzo 1976) è un ex saltatore con gli sci polacco.

## Biografia
In Coppa del Mondo esordì il 5 dicembre 1992 a Falun (42°) e ottenne l'unico podio il 9 dicembre 2001 a Villach (3°).
In carriera prese parte a tre edizioni dei Giochi olimpici invernali, Lillehammer 1994 (29° nel trampolino normale, 31° nel trampolino lungo), Nagano 1998 (32° nel trampolino normale, 11° nel trampolino lungo, 8° nella gara a squadre) e Salt Lake City 2002 (42° nel trampolino normale), a quattro dei Campionati mondiali (5° nella gara a squadre dal trampolino normale a Lahti 2001 il miglior risultato) e a tre dei Mondiali di volo (8° nella gara a squadre a Planica 2004 il miglior risultato).

## Palmarès

### Coppa del Mondo
- Miglior piazzamento in classifica generale: 38º nel 2000
- 1 podio (a squadre):
  - 1 terzo posto